# Moncorneil-Grazan
 Moncorneil-Grazan  là một xã thuộc tỉnh Gers trong vùng Occitanie tây nam nước Pháp. Xã này có độ cao trung bình 212 mét trên mực nước biển.